# Extreme-G 2
Extreme-G 2, també conegut com a Extreme G: XG2, és un videojoc de curses futurístic del 1998 desenvolupat per Probe Entertainment i publicat per Acclaim Entertainment. La versió per la Nintendo 64 va ser llançat a tot el món cap a finals de 1998, i portat al Japó per al llançament el 10 de setembre de 1999; de la mateixa manera, la versió per a PC es va llançar a tot el món el 1999. És la seqüela de Extreme-G.

## Jugabilitat
Aquesta iteració, com amb tots els jocs Extreme-G, tracta de curses futurístiques: els pilots competeixen en motocicletes mogudes amb plasma semblants a Tron en un Gran Premi intergalàctic a velocitats superiors als 750 km/h. Cadascuna de les màquines té les seves pròpies característiques de maneig, amb diferents velocitats màximes, valors d'armadura i de tracció. Totes les màquines del joc tenen un comptador d'energia—amb dos magatzems d'energia separats per a escuts protectors i una arma primària bàsica. Si una màquina perd tota la seva energia d'escut, explotarà al contacte, fent que el jugador perdi una vida o la cursa. També és possible que els jugadors caiguin de les pistes quan circulin per salts o obstacles similars. En aquest cas, el jugador simplement es teletransporta a la pista. Als jugadors se'ls donen tres impulsos "Nitro" per cursa. Extreme-G té un mode de campionat que va des de principiants fins a experts, el mode shoot-em-up (anomenat "Arcade Mode" a XG2), carreres multijugador, i deathmatch. Al mode shoot-em-up/arcade, els drons de l'ordinador segueixen un camí lunar mentre el jugador intenta destruir-los amb l'arsenal d'armes d'Extreme-G.

## Rebuda
El joc va rebre anàlisis "mixos" en ambdues plataformes d'acord amb el lloc web dedicat GameRankings. L'editor de N64 Magazine Jes Bickham va declarar que Extreme-G 2 era millor que el seu predecessor, però pitjor que F-Zero X i Wipeout 64. IGN va criticar el joc, afirmant que la versió N64 era "no està a prop de la seva completesa" malgrat els "controls i pistes millorades". Els gràfics van ser criticats per la seva "intercal·lament de fotogrames i filtratge excessiu".